# Surobi (distrikt i Kabul)
 Surobi, eller Sarobi är ett distrikt i Afghanistan. Det ligger i provinsen Kabul, i den östra delen av landet, 50 kilometer öster om huvudstaden Kabul. Administrativ huvudort är Surobi.
Distriktet beräknades år 2022 ha cirka 65 000 invånare.